# Nihilist (Band)
Nihilist war eine schwedische Death-Metal-Band.

## Geschichte
Die Band wurde 1987 von den späteren Entombed-Mitgliedern Nicke Andersson und Alex Hellid sowie dem Bassisten Leif „Leffe“ Cuzner gegründet. Zunächst nannte sie sich Sons of Satan, nach dem gleichnamigen Lied von Venom, und wechselte den Namen laut Andersson öfter, als sie probte. Ihr letzter Name vor der Umbenennung in Nihilist war Brainwarp. Im März 1988 nahm die Band im Studio Z in Stockholm Premature Autopsy auf; als Sänger wird auf der Beilage der Demoaufnahme Mattias Boström angegeben, der jedoch nicht an den Aufnahmen mitwirkte. Andersson erinnert sich nicht mehr an die Hintergründe, vermutet jedoch, dass Boström kurz nach der Aufnahme zu Nihilist kam und deshalb mit aufgeführt wurde, aber niemals wirklich in der Band sang und nie mit ihr auftrat. Er vermutet, dass Morbid-Schlagzeuger Lars-Göran „L.G.“ Petrov den Gesang vollständig übernahm (Petrov und Ulf „Uffe“ Cederlund, ebenfalls bei Morbid, sind auf der Beilage jeweils als Gastsänger beziehungsweise -gitarrist angegeben).
Am 8. und 16. Dezember 1988 nahm die Band in Tomas Skogsbergs Sunlight Studio Only Shreds Remain auf; Cuzner spielte nun die zweite Gitarre, den Bass übernahm Johnny Hedlund und Petrov den Gesang. Kurz nach der Aufnahme musste Cuzner die Band verlassen, als seine Eltern nach Kanada zogen. Als Ersatz wurde Cederlund, dessen Band Morbid sich aufgelöst hatte, permanentes Mitglied.
Im August 1989 nahm die Band zwei Stücke auf, die auf einer Demoaufnahme mit dem Titel Drowned und einer gleichnamigen Single erschienen. Im gleichen Jahr löste die Band sich auf. Hedlund gründete Unleashed, die übrigen Mitglieder gründeten eine Woche nach der Auflösung von Nihilist die Band Entombed. Eine geplante EP mit Nihilist, Paradise Lost, Bolt Thrower und Carcass, die Metalion veröffentlichen wollte und für die das Lied Morbid Devourment aufgenommen wurde, kam nie zustande.

## Musikstil und Bedeutung
Die Band veröffentlichte nur drei Demoaufnahmen, gehört jedoch zu den wichtigen Death-Metal-Vertretern. Sie entwickelte von einem anfangs eher thrash-metal-/hardcore-orientierten Klang mit Slayer-Reminiszenzen zu einem dunkleren Klang und Death-Metal-Riffs; für die Entwicklung in Richtung Death Metal war vermutlich der Einfluss der Band Autopsy verantwortlich. Die Nihilist-Aufnahmen prägten den Sunlight-Studio-Klang, der für die Band typische Klang der Gitarren entstand mit Only Shreds Remain durch Leif „Leffe“ Cuzner, der dies auf seinen Hagström-Verstärker zurückführt. Andersson führt den Klang auf Cuzners BOSS-Verzerrer-Pedal und die dort aufgedrehten Effekte zurück, wodurch die mittleren Töne verstärkt wurden.
Die Nihilist-Aufnahmen wurden jahrelang auf Bootlegs veröffentlicht, bis sie von Threeman Recordings offiziell wiederveröffentlicht wurden. Die Veröffentlichung enthielt unter anderem auch das Lied Morbid Devourment, das Repulsion-Cover Radiation Sickness, eine zweite Version von Face of Evil, sowie die erste Entombed-Demoaufnahme But Life Goes On.

## Diskographie
- 1988: Premature Autopsy (Demo)
- 1989: Only Shreds Remain (Demo)
- 1989: Drowned (Demo/Single; Eigenverlag, Bloody Rude Defect Records)
- 2005: Nihilist (1987-1989) (Wiederveröffentlichung der Demoaufnahmen; Candlelight Records, Threeman Recordings)